# Frank Langella
Frank A. Langella Jr. (født 1. januar 1938) er en amerikansk skuespiller, der er kendt for sine roller både i film, tv og på teatret. Langella har en anderledes karriere end mange traditionelle filmstjerne, idet han altid har haft fokus på teaterskuespil igennem, og han har jævnligt optrådt på Broadway. Han har modtaget adskillige priser herunder fire Tony Awards, én Drama Desk Award og en Screen Actors Guild Award samt nomineringer til Academy Award, en BAFTA Award, en Emmy Award og to Golden Globe Awards.
Han har vundet to Tony Awards; to i kategorienBest Leading Actor in a Play for rollen som Richard Nixon i Peter Morgan's Frost/Nixon og som André i Florian Zellers The Father, og to i kategorien Best Featured Actor in a Play for sine roller i Edward Albees Seascape og Ivan Turgenev's Fortune's Fool. Hans andre Tony-nominerede roller har været i Dracula i 1978, Match i 2004 og Man and Boy i 2012.
Han gentog sin rolle som Nixon i filmproduktionen af Frost/Nixon instrueret af Ron Howard, hvor han blev nomineret til en Academy Award forBest Actor. Langellas andre notable filmroller inkluderer Diary of a Mad Housewife (1970), Mel Brooks' The Twelve Chairs (1970), Dracula (1979), Dave (1993), The Ninth Gate (1999), Good Night, and Good Luck (2005), Starting Out in the Evening (2007), Wall Street: Money Never Sleeps (2010), Robot & Frank (2012), Noah (2014), Captain Fantastic (2016), and The Trial of the Chicago 7 (2020).
Han har også spillet højesteretsdommer Warren Burger i HBO-filmen Muhammad Ali's Greatest Fight (2013) og senator Richard Russell Jr. i All the Way (2016). Langella har spillede Gabriel, en KGB-agent i FX-serien The Americans (2013–2017) og Sebastian Piccirillo i Showtime-serien Kidding (2018–2020).

## Filmografi
| År   | Titel                           | Rolle                                    | Noter  |
| ---- | ------------------------------- | ---------------------------------------- | ------ |
| 1970 | Diary of a Mad Housewife        | George Prager                            |        |
| 1970 | The Twelve Chairs               | Ostap Bender                             |        |
| 1971 | The Deadly Trap                 | Philippe                                 |        |
| 1972 | The Wrath of God                | De La Plata                              |        |
| 1974 | The Mark of Zorro               | Don Diego Vega                           |        |
| 1979 | Dracula                         | Grev Dracula                             |        |
| 1980 | Those Lips, Those Eyes          | Harry Crystal                            |        |
| 1981 | Sphinx                          | Akmed Khazzan                            |        |
| 1986 | The Men's Club                  | Harold Canterbury                        |        |
| 1987 | Masters of the Universe         | Skeletor                                 |        |
| 1988 | And God Created Woman           | James Tiernan                            |        |
| 1991 | True Identity                   | Leland Carver                            |        |
| 1992 | 1492: Conquest of Paradise      | Santangel                                |        |
| 1993 | Body of Evidence                | Jeffrey Roston                           |        |
| 1993 | Dave                            | White House Chief of Staff Bob Alexander |        |
| 1994 | Brainscan                       | Detective Hayden                         |        |
| 1994 | Junior                          | Noah Banes                               |        |
| 1995 | Bad Company                     | Vic Grimes                               |        |
| 1995 | Cutthroat Island                | Dawg Brown                               |        |
| 1996 | Eddie                           | Wild Bill Burgess                        |        |
| 1997 | Lolita                          | Clare Quilty                             |        |
| 1998 | Small Soldiers                  | Archer                                   | Stemme |
| 1998 | I'm Losing You                  | Perry Needham Krohn                      |        |
| 1998 | Alegría                         | Giulietta's father/Fleur                 |        |
| 1999 | The Ninth Gate                  | Boris Balkan                             |        |
| 2000 | Stardom                         | Blaine De Castillon                      |        |
| 2001 | Sweet November                  | Edgar Price                              |        |
| 2004 | House of D                      | Reverend Duncan                          |        |
| 2004 | The Novice                      | Father Tew                               |        |
| 2005 | Back in the Day                 | Lt. Bill Hudson                          |        |
| 2005 | How You Look to Me              | Professor Driskoll                       |        |
| 2005 | Good Night, and Good Luck       | William S. Paley                         |        |
| 2006 | Superman Returns                | Perry White                              |        |
| 2007 | Starting Out in the Evening     | Leonard Schiller                         |        |
| 2008 | The Caller                      | Jimmy Stevens                            |        |
| 2008 | Frost/Nixon                     | Richard Nixon                            |        |
| 2008 | The Tale of Despereaux          | The Mayor                                | Stemme |
| 2009 | The Box                         | Arlington Steward                        |        |
| 2010 | Wall Street: Money Never Sleeps | Louis Zabel                              |        |
| 2010 | All Good Things                 | Sanford Marks                            |        |
| 2011 | Unknown                         | Rodney Cole                              |        |
| 2012 | Robot & Frank                   | Frank                                    |        |
| 2012 | The Time Being                  | Warner Dax                               |        |
| 2013 | Parts per Billion               | Andy                                     |        |
| 2014 | Muppets Most Wanted             | Beefeater Vicar                          | Cameo  |
| 2014 | Noah                            | Og                                       | Stemme |
| 2014 | Draft Day                       | Anthony Molina                           |        |
| 2014 | 5 to 7                          | Sam                                      |        |
| 2014 | Grace of Monaco                 | Father Francis Tucker                    |        |
| 2014 | Kahlil Gibran's The Prophet     | Pasha                                    | Stemme |
| 2015 | The Driftless Area              | Tim Geer                                 |        |
| 2016 | Captain Fantastic               | Jack Bertrang                            |        |
| 2016 | Youth in Oregon                 | Raymond Engersol                         |        |
| 2020 | The Trial of the Chicago 7      | Julius Hoffman                           |        |
| 2022 | Angry Neighbors                 | Harry March                              |        |